# Запорожье (Волновахский район)
Запорожье (укр. Запоріжжя) — село на Украине, находится в Волновахском районе Донецкой области.
Код КОАТУУ — 1421282404. Население по переписи 2001 года составляет 106 человек. Почтовый индекс — 85520. Телефонный код — 6243.

## Местная власть
85520, Донецкая область, Волновахский район, с. Комар, ул. Егорова, 19, 97-6-75